# Edgar von Pelchrzim
Edgar Fritz Theodor von Pelchrzim (* 20. April 1904 in Trier-Pfalzel; † 12. März 1990 in Köln) war ein deutscher Tänzer, Ballettmeister und Choreograf.

## Leben
Er entstammte einem alten schlesischen Adelsgeschlecht und war der Sohn des Ingenieurs Kurt von Pelchrzim (1868–1950) und Maria van Achter (1879–1963).
Sein Nachlass befindet sich im Deutschen Tanzarchiv Köln.